# Jordens ålder

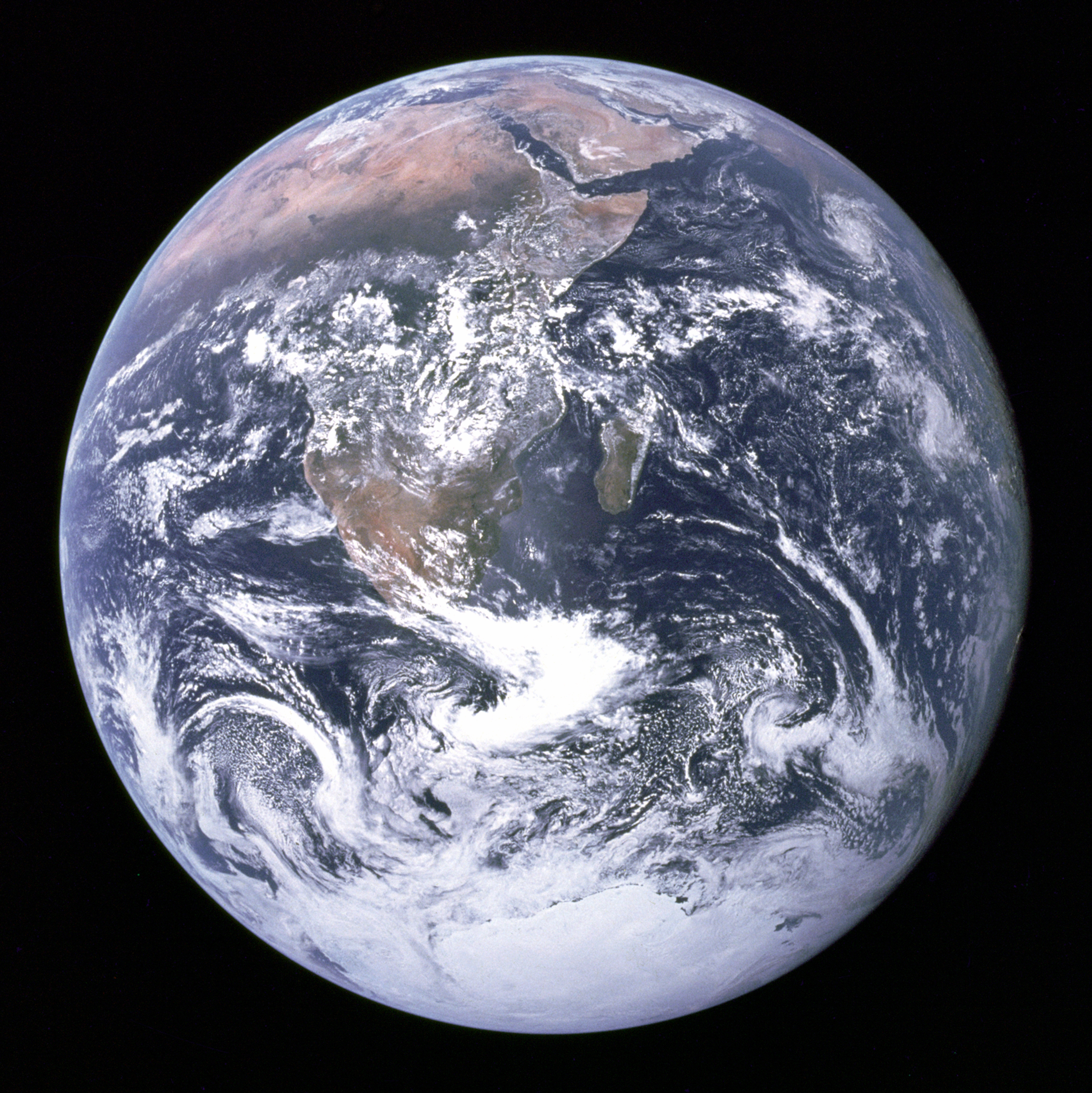
Fotografi på jorden taget av astronauterna i Apollo 17

Jordens ålder är enligt naturvetenskapliga beräkningar 4,54 ± 0,05 miljarder år. Uträkningarna är baserade på radiometrisk datering.

## Historik åldersbestämning

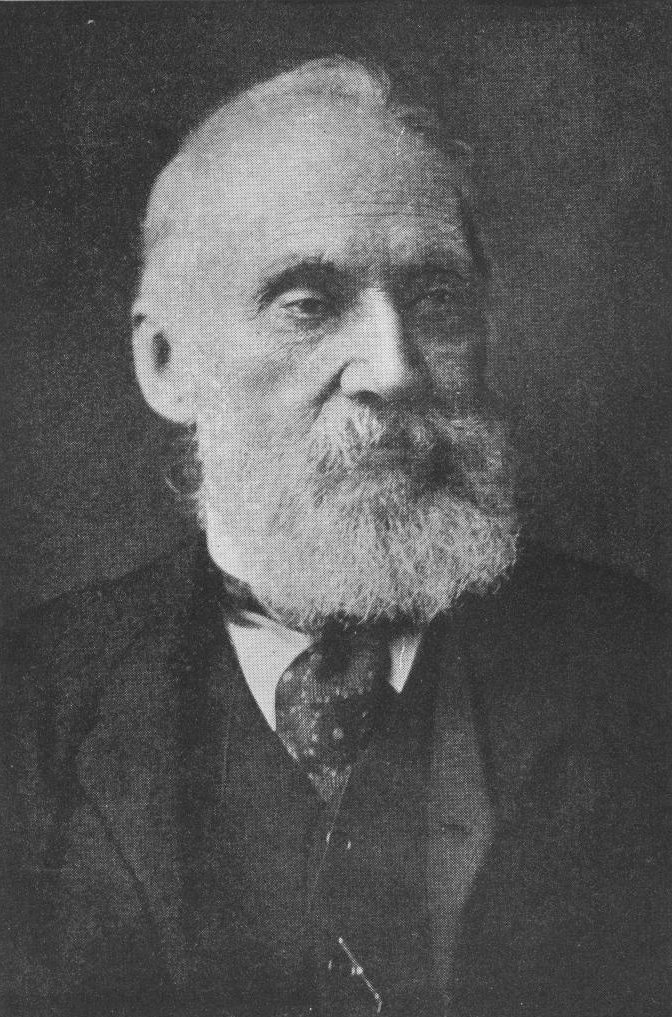
Kelvin.

Biskop Theofilos av Antiochia utgick från Gamla testamentet och menade år 169 efter Kristus att jorden skapats 5 698 år tidigare.
1642 beräknade John Lightfoot från Cambridge åldern till 3928 före Kristus. Några år senare daterade biskop James Ussher av Armagh skapelsen till 23 oktober år 4004 före Kristus.
Under 1700-talet började biblisk tro alltmer ersättas av naturvetenskapliga undersökningar. William Thomson (Lord Kelvin) beräknade i mitten av 1800-talet såväl jordens som solens ålder till 100 miljoner år. Många menade dock att det var för lite för att kunna stödja Charles Darwins evolutionsteori. Beräkningarna var i sig korrekta, men eftersom flera faktorer som det radioaktiva sönderfallet och konvektionen i jordens inre ännu inte upptäckts så blev resultatet ändå fel. 
Utifrån uppskattningar av hur lång tid det tagit för solen att få sitt nuvarande utseende uppskattade Hermann von Helmholtz 1856 att solen var 22 miljoner år gammal, Simon Newcomb att den var 18 miljoner år gammal. Deras beräkningar blev fel då fusionen ännu inte var känd. George Darwin beräknade att det hade tagit 56 miljoner år för jorden att efter månens bildande genom en kollision med Theia få en rotationshastighet av 24 timmar. John Perry var den förste som 1895 föreslog en betydlig högre ålder, utifrån uppskattningar av jordens värmeledningförmåga antog han 1895 att jorden snarare var 2-3 miljarder år gammal. Hans arbete rönte dock föga uppmärksamhet.
Ernest Rutherford och Frederick Soddy upptäckte i början av 1900-talet att radioaktiva isotoper sönderfaller med en konstant hastighet, och Bertram Boltwood daterade 1908 stenar till en ålder av 2,2 miljarder år, vilket måste visa att jorden var äldre än så. Arthur Holmes daterade 1911–1913 flera bergarter som gav en ålder på 1 miljard år. Metoderna var dock tämligen osäkra, och det dröjde till 1920– och 1930-talet innan radiometriska dateringsmetoder fick bredare genomslag i geologiska kretsar. 1921 enades forskare vid British Association for the Advancement of Science om att jorden var "några miljarder år" gammal och att radiometrisk datering var tillförlitlig.
Under 1900-talet började man mena att jorden var ännu äldre, cirka 4,5 miljarder år, och 1953 mätte Clair Cameron Patterson förhållandet mellan blyisotoperna 207Pb och 206Pb i prover av meteoriter. Genom uran-bly radiometrisk datering erhölls en förfinad uppskattning av jordens ålder: 4,550 miljarder år (± 70 miljoner år), vilket han meddelade under ett möte i Wisconsin.

### Fotnoter
1. ↑  ”Age of the Earth” (på engelska). USGS. 11 mars 1997. http://pubs.usgs.gov/gip/geotime/age.html. Läst 5 augusti 2014.
2. 1 2 3 4  Kaianders Sempler (19 februari 2014). ”Striden om jordens ålder”. Ny teknik. Arkiverad från originalet den 5 mars 2016. https://web.archive.org/web/20160305193723/http://www.nyteknik.se/popular_teknik/kaianders/article3806058.ece. Läst 6 september 2015.
3. ↑  ”Kelvin, W.T. (övers. Lindstén, D.K.), 1898: Om Jordens ålder [On Earth's age”]. http://paleoarchive.com/literature/Kelvin1898-JordensAlder.pdf. Läst 22 september 2017.
4. ↑  Patterson, Clair (oktober 1956). ”Age of Meteorites and the Earth”. Geochimica et Cosmochimica Acta 10 (4):  sid. 230–237. https://www.sciencedirect.com/science/article/abs/pii/0016703756900369.
5. ↑  Bryson, Bill (2006). En kortfattad historik över nästan allting. sid. 149